# مقبرة الشيخ راشد (أبو عنبرة)
مقبرة الشيخ ر اشد هي مقبرة بحرينية قديمة عمرها آلاف السنين تقع في قرية البلاد القديم عاصمة البحرين قديماً و هي تضم عدداً كبيراً من كبار علماء البحرين و على رأسهم السيد عدنان القاروني مؤسس الأوقاف الجعفرية في البحرين.
تضم المقبرة قبراً لعالم لبناني من جبل عامل يدعى الشيخ حسين بن الشيخ عبد الصمد الجباعي العاملي الذي كان عازم على السفر إلى بقعة مقدسة ليعيش و يدفن فيها و بات ليلته و هو عازم على الذهاب إلى مكة جوار بيت الله و في المنام رأى أن القيامة قد قامت و أن الأرض كلها تغرق إلا أرض البحرين فقد كانت ترتفع إلى الجنة و عندما أستيقض قرر تحويل وجهته إلى البحرين و سكن قرية المصلى إحدى توابع البلاد القديم العاصمة آنذاك و أشتغل في التأليف والتصنيف إلى أن وافته المنية، و دفن في مقبرة أبو عنبرة بعد أن كان قد أوصى بذالك.